# Benamahoma
Benamahoma falu Spanyolországban, Andalúzia autonóm közösségben, Cádiz tartományban, Grazalema községben. 

## Népesség
A település lakosságának változását az alábbi diagram mutatja: